# Double Dragon II: The Revenge
Double Dragon II: The Revenge (双截龍II ザ・リベンジ?) è un videogioco arcade di tipo picchiaduro a scorrimento sviluppato e pubblicato nel 1988 dalla Technos Japan Corporation (la Romstar si occupò della distribuzione negli Stati Uniti d'America).
Sull'onda del successo del primo gioco della saga, Double Dragon, la Technos Japan Corporation mise sul mercato a distanza di un solo anno questo seguito. Visivamente è molto simile al predecessore, con la medesima struttura dei livelli, mentre sono state apportate modifiche al gameplay ed è stato ampliato il set di mosse del giocatore e il numero di nemici (quelli già conosciuti appaiono graficamente modificati).
Nel 1989 vennero pubblicate numerose conversioni per computer dalla Virgin Mastertronic. Altre conversioni per console vennero pubblicate da diversi editori. In particolare il Double Dragon II per Game Boy, edito dalla Acclaim, ha l'aspetto estetico del gioco arcade, ma è una versione modificata per l'occidente del gioco giapponese Nekketsu Kōha Kunio-kun: Bangai Rantō Hen.
Il titolo successivo fu Double Dragon 3: The Rosetta Stone.

## Trama
Dopo essere stato sconfitto nel proprio covo dai fratelli Billy e Jimmy Lee, il malvagio Willy Mackey decide di vendicarsi in modo cruento, ammazzando Marian con la propria mitragliatrice nei pressi di un eliporto. Ciò scatena la furia dei fratelli Lee (Billy vestito di blu scuro, Jimmy di bianco) che percorrono la strada verso la nuova base di Willy per sbaragliare i membri dei Black Warriors.
Alla fine i due fratelli dovranno confrontarsi anche con il loro stesso animo malvagio che prende forma in un clone spettrale, di colore violaceo.
Nella scena conclusiva del gioco si vede una cartolina-ricordo con i fratelli Lee e Marian assieme, e una lacrima che si posa sulla cartolina scrivendo "The End".

## Modalità di gioco
Double Dragon II: The Revenge presenta una novità a livello di gameplay, già presente in Renegade: ora oltre al pulsante del salto non sono più presenti un pulsante per i pugni e uno per i calci, bensì un pulsante per attaccare alla sinistra dello schermo e uno per attaccare a destra; in base alla posizione del giocatore varia l'utilizzo di una combo di pugni o una di calci (se il giocatore colpisce nella direzione verso la quale è orientato utilizza i pugni, se colpisce all'indietro utilizza i calci).
Nel set di colpi ora è possibile effettuare un potente "calcio uragano", con il quale il protagonista resta in sospensione per alcuni secondi ruotando su sé stesso con la gamba tesa. La gomitata, tecnica devastante nel primo gioco della saga, è stata ridimensionata per potenza ed efficacia. Gli eroi sono anche qui caratterizzati dai punti ferita e possono perdere direttamente una delle tre vite se cadono nei precipizi. Bisogna inoltre completare ciascun livello entro un tempo stabilito pena anche in questo caso la perdita di una vita.
La barra di energia è stata ridisegnata, così come sono stati ridisegnati tutti i nemici presenti già in Double Dragon e i livelli, anche se si nota chiaramente che la mappa di collisione dei livelli è rimasta la stessa. In generale grafica e sprite non hanno subito miglioramenti.
Ai nemici sono state aggiunte anche ulteriori mosse al loro set base.
Il primo livello ora è un eliporto, il secondo è un deposito di legname, il terzo si snoda lungo un sentiero di campagna, l'ultimo livello è nella nuova base di Willy, celata anche questa da una parete rocciosa (differisce dalla prima per lo stile architettonico, non più gotico ma orientaleggiante).
Le armi sono state modificate, a eccezione degli scatoloni e dei coltelli; al posto della mazza da baseball troviamo un badile (che può essere lanciato), al posto della frusta un mazzafrusto, al posto della dinamite le granate, mentre i bidoni e i massi sono sostituiti rispettivamente dalle sfere metalliche e dai tronchi.
Sono presenti nuovi tranelli, soprattutto nel quarto livello, ma quello più pericoloso è indubbiamente il bulldozer del terzo livello.
I boss dei primi tre livelli sono tutti nuovi personaggi, che riappaiono più volte nell'ultimo livello come miniboss.

## Differenze di versioni
Il finale è diverso nella versione NES. Dopo che il giocatore ha sconfitto la sua ombra, c'è un ulteriore livello dove si trova un nuovo boss chiamato il 'Guerriero Misterioso'. Costui, una volta sconfitto, farà il suo discorso finale e Billy ritroverà Marion tornata in vita. Anche la versione PC Engine ha questo finale ma solo se si completa il gioco nella modalità più difficile.

## Colonna sonora
La Meldac ha pubblicato la colonna sonora il 10 marzo 1990 con l'omonimo titolo Double Dragon II - The Revenge. I brani originali del gioco, composti da Kazunaka Yamane (già autore delle musiche di Double Dragon), sono stati riarrangiati per l'occasione: è presente anche una performance dell'artista J-pop Manami Morozumi nel brano Dead or Alive.